# Коквілл (Вайомінг)
Коквілл (англ. Cokeville) — місто (англ. town) в США, в окрузі Лінкольн штату Вайомінг. Населення — 502 особи (2020).

## Географія
Коквілл розташований за координатами 42°4′51″ пн. ш. 110°57′6″ зх. д. / 42.08083° пн. ш. 110.95167° зх. д. (42.080907, -110.951568).  За даними Бюро перепису населення США в 2010 році місто мало площу 3,04 км², уся площа — суходіл.

## Демографія
Згідно з переписом 2010 року, у місті мешкало 535 осіб у 166 домогосподарствах у складі 127 родин. Густота населення становила 176 осіб/км².  Було 200 помешкань (66/км²).
Расовий склад населення:
| - 98,7 % — білих - 0,4 % — корінних американців |

До двох чи більше рас належало 0,4 %. Частка іспаномовних становила 1,5 % від усіх жителів.
За віковим діапазоном населення розподілялося таким чином: 41,5 % — особи молодші 18 років, 47,5 % — особи у віці 18—64 років, 11,0 % — особи у віці 65 років та старші. Медіана віку мешканця становила 29,6 року. На 100 осіб жіночої статі у місті припадало 105,8 чоловіків;  на 100 жінок у віці від 18 років та старших — 88,6 чоловіків також старших 18 років.
Середній дохід на одне домашнє господарство  становив 81 962 долари США (медіана — 78 750), а середній дохід на одну сім'ю — 91 378 доларів (медіана — 88 750). За межею бідності перебувало 2,0 % осіб, у тому числі 2,7 % дітей у віці до 18 років та 0,0 % осіб у віці 65 років та старших.
Цивільне працевлаштоване населення становило 226 осіб. Основні галузі зайнятості: сільське господарство, лісництво, риболовля — 23,0 %, освіта, охорона здоров'я та соціальна допомога — 17,7 %, будівництво — 16,8 %.
За даними перепису 2000 року,
на території муніципалітету мешкало 506 людей, було 166 садиб та 125 сімей.
Густота населення становила 267,6 осіб/км². Було 195 житлових будинків.
З 166 садиб у 37,3% проживали діти до 18 років, подружніх пар, що мешкали разом, було 69,3%,
садиб, у яких господиня не мала чоловіка — 4,8%, садиб без сім'ї — 24,1%.
Власники 21,7% садиб мали вік, що перевищував 65 років, а в 9,0% садиб принаймні одна людина була старшою за 65 років.
Кількість людей у середньому на садибу становила 3,05, а в середньому на родину 3,66.
Середній річний дохід на садибу становив 31 705 доларів США, а на родину — 39 000 доларів США.
Чоловіки мали дохід 35 000 доларів, жінки — 22 083 доларів.
Дохід на душу населення був 12 900 доларів.
Приблизно 7,1% родин та 10,4% населення жили за межею бідності.
Серед них осіб до 18 років було 15,9%, і нікого понад 65 років.
Середній вік населення становив 31 років.